# Albert Namatjira
Albert Namatjira (Hermannsburg, 28 de julho de 1902 – perto de Alice Springs, 8 de agosto de 1959), nascido Elea Namatjira, foi uma artista aborígene falante de língua arrernte ocidental da cordillera MacDonnell, na Austrália Central. Como um pioneiro da arte contemporânea indígena da Austrália, ele foi o mais famoso australiano indígena de sua geração.

## Biografia
Namatjira nasceu em Hermannsburg, no norte da Austrália, em 1902. Pertencia à etnia Arrernte. Viveu 57 anos. Ele e a sua mulher Ilkalita, da etnia Kukatja, foram os primeiros aborígenes a receber a cidadania australiana, numa época em que os seus concidadãos não usufruíam de direitos.
O seu nome na tribo era Elea Namatjira. Os pais eram cristãos da Igreja Luterana. Quando o batizaram, deram-lhe o nome ocidental Albert. Na infância e adolescência, ele frequentou a escola da missão luterana em Hermannsburg. Viveu ali, separado dos pais, até aos 18 anos, numa secção só para rapazes. Entretanto, para cumprir a tradição do seu povo, aos 13 anos, passou seis meses no mato e fez os ritos aborígenes de iniciação: foi todo pintado com ocre vermelho, foi-lhe colocado na cintura um cinto feito de fios de cabelo humano, executou várias danças, participou em cerimónias sagradas secretas, foi mantido à parte no acampamento, saltou sobre a fogueira e foi atirado ao ar, «para torná-lo forte» durante a noite… O último rito foi a circuncisão.
Artista local com formas estrangeiras Albert Namatjira arranjou trabalho como condutor de camelos. Esta atividade permitiu-lhe viajar por toda a Austrália. E nas viagens registou os cenários para as suas pinturas. Desenhou paisagens, em que estampou lugares de sonho da sua terra. Todavia, pintou-as em estilo ocidental e não segundo a arte aborígene tradicional. Além das pinturas, ele também produzia e vendia peças de arte aborígene.
Mundo ao contrário, dois artistas de Melburne visitaram-no para ver as pinturas dele. Gostaram. Ensinaram-lhe técnicas. Em 1938, Namatjira realiza a primeira exposição naquela cidade, e, a seguir, em Adelaide e Sydney. A fama espalhou-se, e o êxito trouxe dinheiro. Todavia, isso de nada lhe servia, porque ele era aborígene. Quis arrendar uma fazenda de gado, construir uma casa… mas a lei não permitia. Era anunciado como artista de topo, porém não tinha direitos na sua própria terra. A indignação pública pressionou o Governo australiano a conceder a ele e à sua mulher cidadania plena em 1957. Nos dez anos seguintes, o Governo concedeu direitos similares a todos os aborígenes.